# SN 2002gy
SN 2002gy – supernowa typu Ib/c odkryta 16 października 2002 roku w galaktyce UGC 2701. W momencie odkrycia miała maksymalną jasność 17,60m.